# Ocna Mureș
Ocna Mureș là một thị xã thuộc hạt Alba, România. Dân số thời điểm năm 2002 là 15526 người.